# 가호쿠 신보

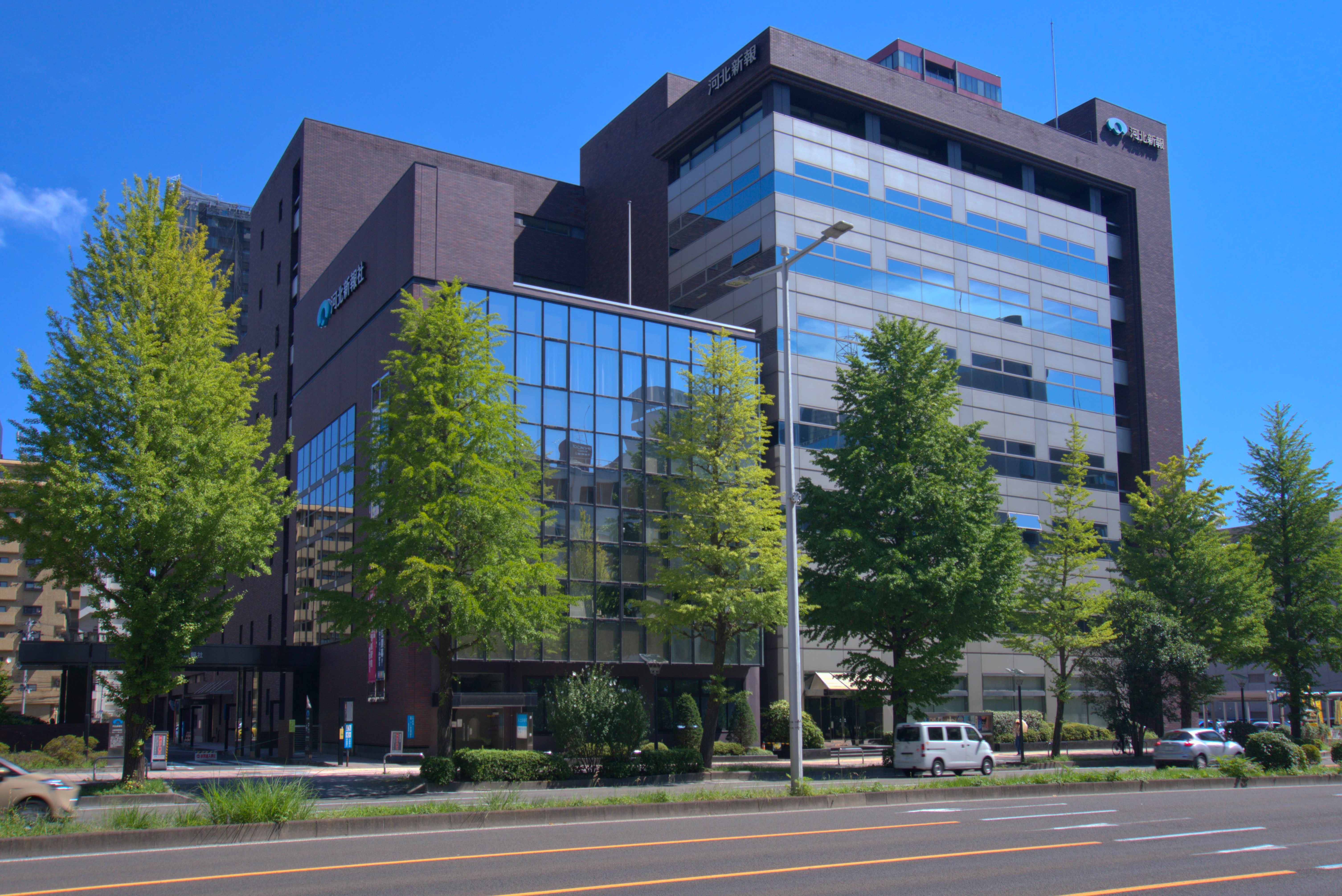

가호쿠 신문(일본어: 河北新報)은 센다이시에 본사를 두고 있는 고기타 신문사가 발행하는 일간 신문으로, 일반적으로 도호쿠 지방의 광역지로 알려져 있다. 발행 부수는 약 39만부(조간・2021년). 센다이 도시권에서는 세트판(아침・석간), 그 밖에는 통합판 (조간 만)을 발행하고 있다.